# ديلان لويلين
ديلان جون لويلين (ولد في 10 سبتمبر 1992) هو ممثل إنجليزي، اشتهر بتجسيد شخصية مارتن "جونو" جونسون في مسلسل هوليوكس، وجيمس ماجواير في المسلسل الكوميدي فتيات ديري على القناة الرابعة البريطانية، وجاك في مسلسل الأولاد الكبار، وبي سي كيلبي هارتفورد في مسلسل ما وراء الجنة.

## وقت مبكر من الحياة
وُلِد لويلين ونشأ في ريجيت، سري، وهو أصغر ثلاثة أولاد ولدوا لوالدين إنجليزيين. التحق بمدرسة مور هاوس في فارنهام، وهي مدرسة متخصصة للأطفال المصابين بالتوحد واضطراب اللغة التنموي وعسر القراءة. يعاني لويلين من عسر القراءة ووجد الدعم في مدرسة متخصصة مفيدًا. درس الإعلام والتصوير الفوتوغرافي والدراما في المستوى المتقدم. التحق لويلين بالأكاديمية الملكية للفنون المسرحية، حيث حصل على دورة أساسية في التمثيل.

## حياة مهنية
ظهر ليويلين في الفيلم القصير "حقيبة السفر" في عام 2009، وفي عام 2010، لعب دور آدم ويلكوك في حلقة من المسلسل التلفزيوني "ذا بيل". في عام 2011، بدأ ليويلين في أداء دور مارتن "جونيو" جونسون في المسلسل الدرامي "هوليوكس" وفي العرض الفرعي "هوليوكس لاحقًا". كانت آخر ظهور له في "هوليوكس" في 16 نوفمبر 2012 بعد أن تم قتل شخصيته. منذ مغادرته "هوليوكس"، ظهر ليويلين في "هولبي سيتي" (2013) وفي أفلام "الترددات" (2013) و"داون دوغ" (2014). كان ليويلين يكافح للعثور على وظائف تمثيلية وكان قريبًا من الاستسلام للتمثيل أثناء عمله بدوام جزئي في محل deli. وفي ذلك الوقت، تلقى مكالمة بأنه تم اختياره في "فتيات ديري".
من 2018 إلى 2022، لعب ليولين دور جيمس ماكوير في المسلسل الكوميدي ديري غيرلز على قناة الرابعة. في عام 2020، لعب ليولين دور ستيوارت إيرمسبى في حلقة من الموسم التاسع من مسلسل نداء المولد. منذ عام 2022، يلعب ليولين دور الشخصية الرئيسية جاك في مسلسل الأولاد الكبار على قناة 4. جاك هو مراهق هادئ يتصالح مع وفاة والده وهويته الجنسية. الدور هو نسخة خيالية من المنشئ جاك روك.
في 6 يوليو 2018، ظهر لويلين في حلقة من برنامج الألعاب كريستال ميز إلى جانب زملائه في فتيات ديري. في 1 يناير 2019، ظهر لويلين كضيف في المتداخلون: لم شمل الأصدقاء.  في مارس 2019، ظهر كضيف في العرض الأول و لورين.   في 31 ديسمبر 2019، ظهر لويلين في حلقة من العقل المدبر للمشاهير. في 1 يناير 2020، ظهر لويلين في إصدار فتيات ديري من ذا غريت بريتش بيك أوف. في 26 يونيو 2020، قدم لويلين رسمًا تخطيطيًا مع زملائه في فتيات ديري إلى جانب سيرشا رونان لبرنامج راديو وتلفزيون أيرلندا الخاص لجمع التبرعات وتقدم خدمة الكوميديا الإغاثة. ذهبت جميع عائدات الليلة إلى المتضررين من جائحة كوفيد-19.
منذ فبراير 2023، لعب دور الشرطي كيلبي هارتفورد في مسلسل "ما وراء الجنة"، وهو مسلسل مشتق من المسلسل الناجح "الموت في الجنة". يركز المسلسل على المحقق همفري غودمان، الذي عاد إلى إنجلترا كمفتش مباحث في قرية صغيرة في ديفون. 

## الحياة الشخصية
لا يزال لويلين يعيش بالقرب من مسقط رأسه في ريغيت. 

### فيلموغرافيا

#### فيلم
| سنة  | عنوان                     | دور                | ملحوظات         |
| ---- | ------------------------- | ------------------ | --------------- |
| 2009 | حقيبة سفر                 | ريكي               | الأفلام القصيرة |
| 2010 | الحجرة الثانية            | جيك                | الأفلام القصيرة |
| 2013 | الترددات                  | المراهق زاك ميدجلي |                 |
| 2014 | وضعية الكلب المتجه للأسفل | سام                |                 |
| 2021 | وخز الإصبع                | أليكسي             | الأفلام القصيرة |
| 2022 | الأخوة ريفي               | أنتوني ريفي        | الأفلام القصيرة |
| 2022 | لفتة رومانسية عظيمة       | جيريمي             | [ 7 ]           |
| 2024 | 10 أرواح                  | لاري (صوت)         |                 |

### تلفزيون
| سنة           | عنوان          | دور                             | ملحوظات                   |
| ------------- | -------------- | ------------------------------- | ------------------------- |
| 2010          | مشروع القانون  | آدم ويلكوك                      | الحلقة: "استمر في الحديث" |
| 2011–2012     | هوليواكس       | مارتن "جونو" جونسون             | 94 حلقة                   |
| 2012          | هوليواكس لاحقًا | مارتن "جونو" جونسون             | 5 حلقات                   |
| 2013          | هولبي سيتي     | سيب تشانينج                     | 4 حلقات                   |
| 2018–2022     | فتيات ديري     | جيمس ماجواير                    | الدور الرئيسي             |
| 2020          | اتصل بالقابلة  | ستيوارت إيرمسبي                 | حلقة واحدة                |
| 2021          | دودو           | جو كونولي                       | 20 حلقة                   |
| 2022          | مسدس           | والي نايتنجيل                   | الدور الرئيسي             |
| 2022–2025     | الأولاد الكبار | جاك                             | الدور الرئيسي             |
| 2023–حتى الآن | ما وراء الجنة  | الكمبيوتر الشخصي كيلبي هارتفورد | الدور الرئيسي             |

### مسرح
| سنة  | عنوان              | دور              | مكان                                            | ملحوظات                    |
| ---- | ------------------ | ---------------- | ----------------------------------------------- | -------------------------- |
| 2009 | حقيبة يد           | المواصفات        | المسرح الوطني الملكي، لندن                      |                            |
| 2013 | أسرع ساعة في الكون | فوكستروت دارلينج | مسرح الأسد الأحمر القديم، لندن                  |                            |
| 2014 | حصان الحرب         | بيلي             | مسرح نيو لندن، لندن والمسرح الوطني الملكي، لندن |                            |
| 2015 | سيد الذباب         | هنري             | مسرح ريجنتس بارك المفتوح، لندن                  | أيضًا، جولة المملكة المتحدة |